# WLAN Authentication and Privacy Infrastructure
 (mars 2009).
WAPI (de l'anglais WLAN Authentication Privacy Infrastructure) est un standard national chinois pour LAN sans fil (GB 15629.11-2003) conçu pour apporter la sécurité dans les réseaux WLAN. Il est construit pour opérer au-dessus du Wi-Fi, comme alternative au protocole de sécurité IEEE 802.11i (WPA) développé par l'Institute of Electrical and Electronics Engineers (IEEE).
WAPI fonctionne en ayant une Unité de Service d'Authentification centrale (ASU) qui est connue, tant par l'utilisateur sans fil (wireless) que par le point d'accès et qui agit comme une autorité centrale authentifiant les deux entités avec des certificats électroniques X.509. La norme WAPI exige l'utilisation d'un algorithme de chiffrement symétrique SMS4, qui a été finalement déclassifié en janvier de 2006, ou AES.

## Histoire
Vers la fin de 2003, le gouvernement chinois a annoncé une politique exigeant que les modems sans fil vendus en Chine incluent le support de WAPI et les compagnies étrangères voulant se rapprocher du marché chinois devaient faire équipe avec une des 11 sociétés chinoises auxquelles la norme a été concédée. Ce problème devint un sujet de controverses commerciales entre le Secrétaire d'État américain de l'époque Colin Powell et son équivalent Gouvernemental chinois. La Chine a accepté de repousser l'implémentation de cette politique à un moment indéterminé.
L'Association de Normes chinoise (le SAC) a par la suite soumis WAPI à l'organisation de normalisation ISO pour sa reconnaissance comme une norme internationale, en même temps que l'IEEE 802.11i qui est la norme de référence.
Après beaucoup de discussions afférentes, tant pour traiter les problèmes commerciaux que la rédaction technique, le Secrétaire général de l'IEC/ISO a décidé de procéder par vote et d'envoyer les propositions en vote par bulletins de vote par empreintes[Quoi ?].
En mars de 2006, la proposition 802.11i a été approuvée et la proposition WAPI a été rejetée. Ce résultat a été confirmé par une réunion de Résolution des désaccords sur le vote, tenue en juin de 2006, au cours de laquelle la délégation du SAC sortit en signe de protestation. Le résultat a été soumis à deux appels par le SAC aux secrétaires généraux de ISO/IEC et a allégué le comportement non éthique et amoral pendant le processus du scrutin et des irrégularités pendant le processus de résolution de bulletin de vote.
L'agence de presse Xinhua chinoise officielle a annoncé le 29 mai 2006 que les appels ont été classés en avril et mai de 2006 et a allégué que l'IEEE avait été impliqué dans « le fait d'organiser une conspiration contre le WAPI développé en Chine, insultant la Chine et d'autres corps nationaux et procédant par intimidation et des menaces ». Xinhua n'a pas rendu publiques ces allégations spécifiques.
En juillet de 2006, 802.11i fut publié comme un standard ISO/IEC. 
En janvier 2010, WAPI a été reconsidéré par ISO/IEC JTC1/SC6. Un projet a été établi contre les votes des États-Unis et de l'Angleterre (document 6N14128), et le numéro ISO/IEC 20011 a été assigné. En octobre 2011 la Chine a abandonné le projet et soumis des plaintes au secrétariat central de l'ISO. Celles-ci sont encore en cours[Quand ?].
Après l'annonce des résultats préliminaires en mars de 2006, différents rapports de presse chinois ont suggéré que WAPI avait toujours la possibilité de recevoir un statut officiel en Chine. Les déclarations de TBT (la Barrière Technique pour Échanger) au WTO en janvier de 2006 et le communiqué à l'ISO/IEC JTC1/SC6 en juin 2006, dans lequel le SAC a dit qu'ils ne respecteraient pas le statut de 802.11i comme norme internationale, a semblé soutenir cette possibilité.
Toutefois, au début de l'année 2007, l'unique déclaration politique chinoise officielle rattachée à WAPI est une simple préférence gouvernementale pour WAPI pour le gouvernement et les systèmes de financement gouvernemental. Il semble toujours difficile de savoir avec quelle importance cette préférence gouvernementale a été appliquée et respectée, et elle semble n'avoir que peu d'effet sur les marchés non gouvernementaux lesquels sont massivement basés sur l'utilisation du WPA2 pour certifier et authentifier l'équipement Wi-Fi.
Au début de 2006, l'Union Industrielle WAPI a été établie pour promouvoir la certification WAPI. Elle se compose de 22 membres, en incluant Lenovo, Huawei, et les Fondeurs Électroniques de Pékin (Beijing Founder Electronics), ainsi que les quatre plus importants opérateurs de télécommunications chinois. Ce groupe a continué à promouvoir WAPI en Chine de 2006 à 2007.
Au 10 septembre 2008, WAPI a officiellement 41 membres : China Telecom, China Unicom, China Network Communications Group, China Mobile Communications, Datang Mobile Communications Equipment, Ltd Huawei Technologies, Lenovo, Founder Technology Group Co., Ltd Qingdao Haier Group, Hisense Ltd Moyen de communication de données trop Ltd (Shenzhen) Co., Ltd Guangzhou Jie Technology Co., Ltd Guangzhou Tour de la nouvelle Poste Communications Equipment Co., Ltd, Shenzhen, en Chine et à Macao-Ming Han Technology Co., Ltd Shenzhen Putian Technology Co., Ltd Shenzhen Yi GrenTech Ltd, Shenzhen Xin Jin Long Electronics, Shenzhen Electronics, Beijing Wulonggou Telecom Technologies, Shenzhen Yulong Communications Ltd, West électricité tchèque Wireless Network Communication Co., Ltd, Beijing Mandarin moyen Electricité, Electronique Design Co., Ltd ,  Beijing Core Micro Technology Co., Ltd,  Beijing Microelectronics Technology Co., Ltd, Beijing Tianyi Integration, Technology Co., Ltd  , Beijing UNITeS Yongyi Technology Co., Ltd, Beijing Han Ming Technology Co., Ltd TIC, Beijing Huaan Guangtong Technology Development Ltd, Xi'an Datang Telecom Ltd, Datang Microelectronics Technology Co., Ltd, Comlent Technology Co., Ltd Shanghai, Cayman Shanghai Information Technology Co., Ltd, Orient Blue Digital Ltd, An American MobileSuites Networks, Inc Bureau de représentation de Beijing, Autorité Centre national de recherche pour l'entreprise de mot de passe, Radio Monitoring Center, Beijing Yao électricité Technology Co., Ltd, Beijing Teng Technology Co., Ltd, Run-Xin Technology Co., Ltd Shanghai, Chuan Technology (Beijing) Co., Ltd.